# Lode Poels
Lode Poels (Merksplas, 24 luglio 1920 – Beerse, 27 maggio 2012) è stato un ciclista su strada e ciclocrossista belga, professionista dal 1943 al 1951.

## Carriera
Vincitore di una tappa al Giro del Belgio e al Giro dei Paesi Bassi, la sua più grande prestazione fu la vittoria nella Parigi-Bruxelles del 1948. Per quanto riguarda il ciclocross, fu 2 volte secondo ai campionati nazionali.

## Palmares

### Strada
- 1944

Anversa-Gand-Anversa
- 1946

2ª tappa Giro del Belgio
- 1948

Parigi-Bruxelles

## Piazzamenti

### Classiche monumento
- Giro delle Fiandre

1946: ritirato
- Liegi-Bastogne-Liegi

1947: ritirato
1948: ritirato